# Nektarios Eginský
Svatý Nektarios Eginský (1. října 1846 Silivri – 8. listopadu 1920 Aigina) byl řecký pravoslavný arcibiskup, který byl znám pro svou neobyčejnou spisovatelskou činnost, jako obnovitel pravoslavného mnišství a také pro své neúnavné pastorační aktivity. Zemřel jako arcibiskup aeginský v pověsti svatosti. Kanonizován byl roku 1961.
Je autorem hymnu Agní Parthene.

## Život

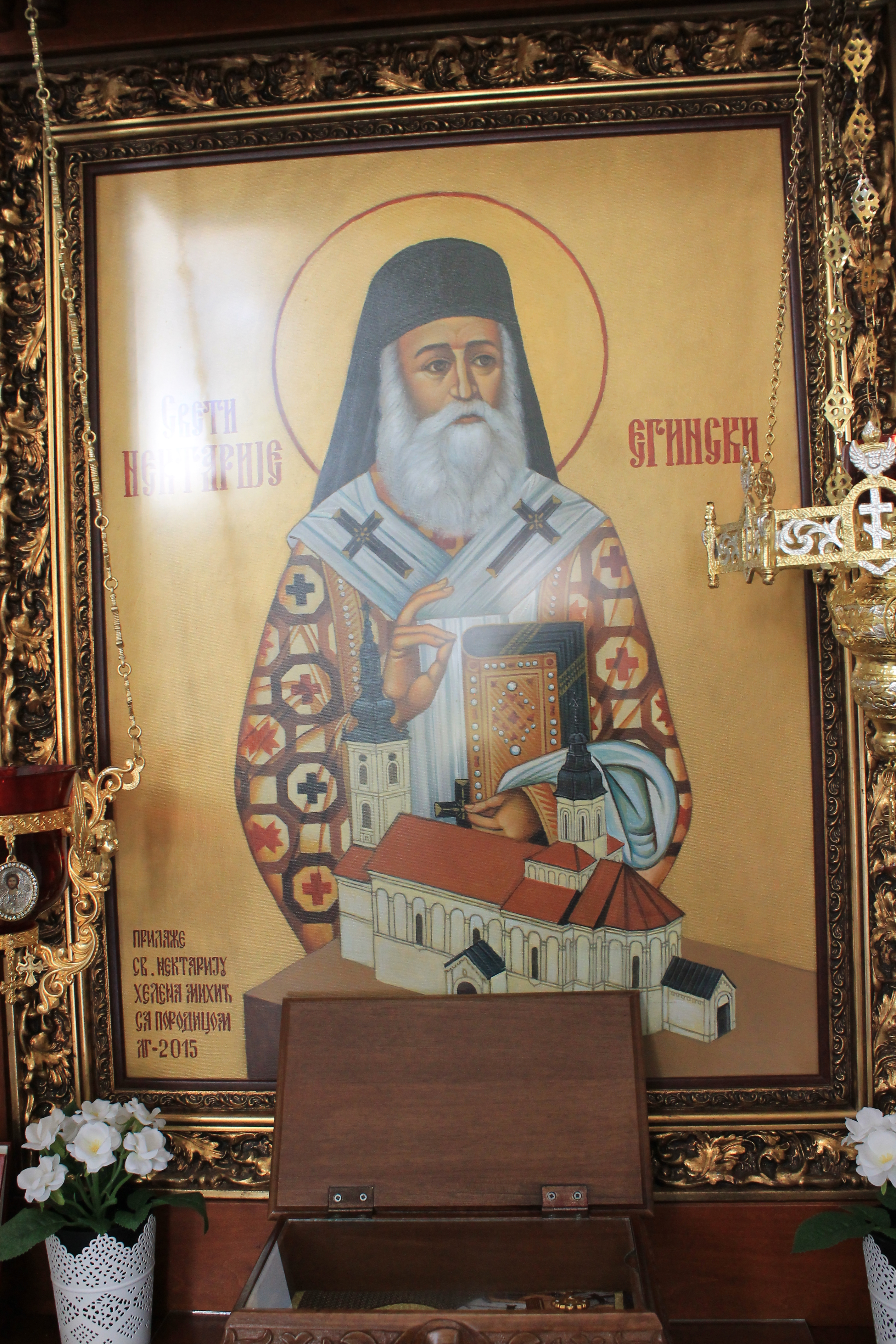
Ikona sv. Nektaria Eginského

Stal se mnichem ve věku 30 let v klášteře Nea Moni, protože si dlouho přál přijmout asketický život.
Tři roky poté, co se stal mnichem, byl vysvěcen na diákona a přijal mnišské jméno Nektarios. Absolvoval univerzitu v Aténách v roce 1885. Během let, kdy byl studentem univerzity v Aténách, napsal mnoho knih, brožur a komentářů k Bibli.
Po promoci odešel do Alexandrie v Egyptě, kde byl vysvěcen na kněze a sloužil v kostele svatého Mikuláše v Káhiře. Poté byl zvolen metropolitním biskupem Pentapolisu (starověká diecéze v Kyrenaice, nacházející se v Libye) řeckým ortodoxním patriarchou Sophronioským roku 1889.
Jeden rok sloužil jako biskup v Káhiře. Nektarios byl mezi lidmi velmi oblíbený, což vedlo k žárlivosti mezi jeho kolegy. Podařilo se jim přesvědčit jeho nadřízeného, že Nektarios má ambice vytlačit patriarchu. Nektarios byl bez vysvětlení suspendován ze své funkce. Poté se vrátil do Řecka v roce 1891 a strávil několik let jako kazatel (1891-1894). Poté byl patnáct let ředitelem církevní školy Rizarios pro výchovu kněží v Athénách. Vyvinul mnoho studijních kursů a napsal četné knihy, zatímco široce kázal po Athénách.
V roce 1904 pro ně na žádost několika jeptišek zřídil na ostrově Aegina klášter Nejsvětější Trojice. Nektarios v monastýru na Egině postřihl několik mnišek na diakonisy, učinil tedy něco, co bylo v Pravoslaví dlouho mimo jakoukoli praxi. Tuto nově obnovenou tradici poté přijali i někteří biskupové.

## Kanonizační proces
Posvátným synodem Konstantinopolského patriarchátu byl kanonizován roku 1961.